# Урі (Італія)
Урі (італ. Uri, сард. Uri) — муніципалітет в Італії, у регіоні Сардинія,  провінція Сассарі.
Урі розташоване на відстані близько 370 км на південний захід від Рима, 170 км на північ від Кальярі, 12 км на південний захід від Сассарі.
Населення — 3017 осіб (2014).

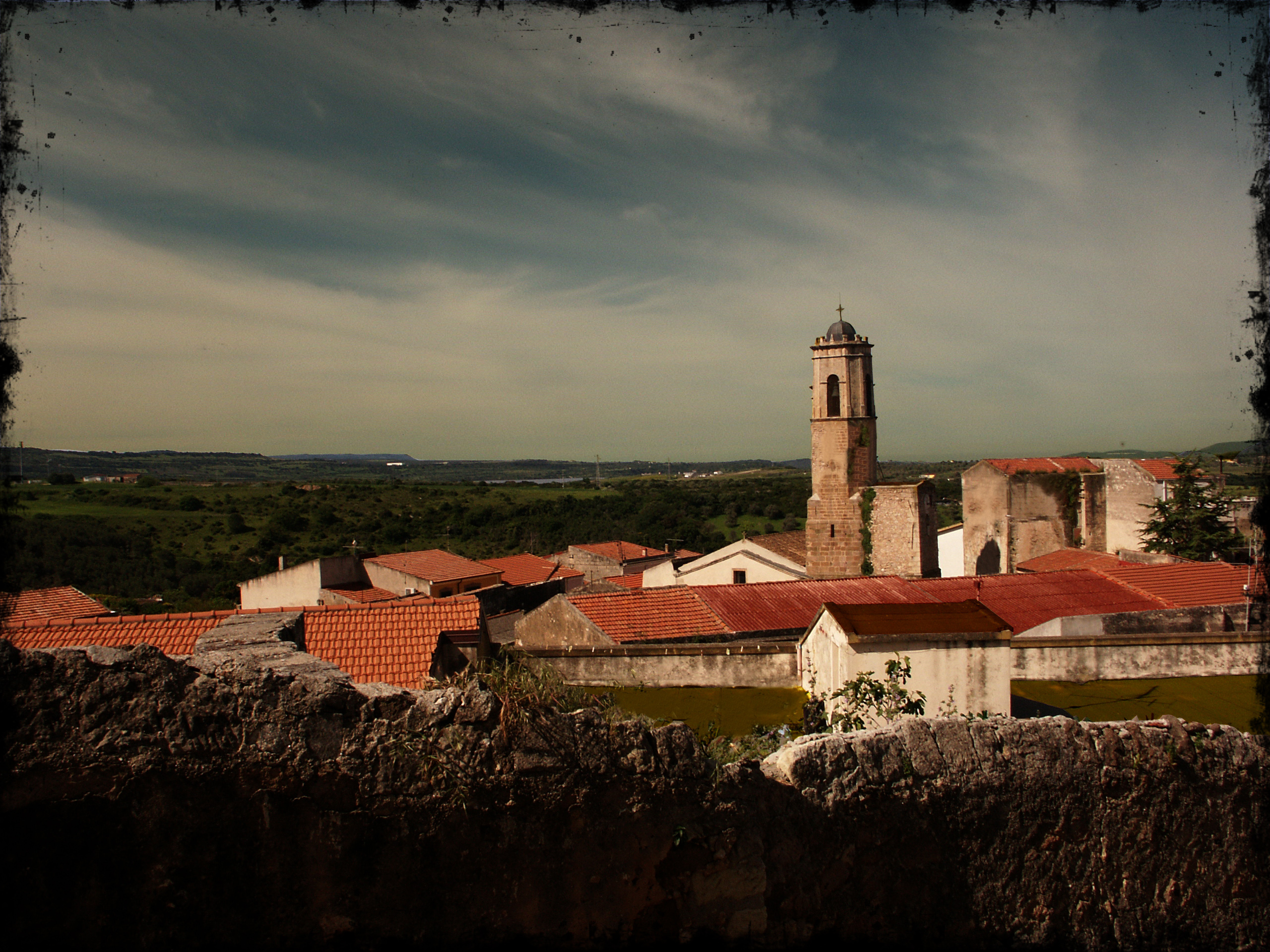

Щорічний фестиваль відбувається 13 вересня. Покровитель — Nostra Signora della Pazienza.

## Демографія
Населення за роками:

Станом на 1 січня 2023 року в муніципалітеті офіційно проживало 30 іноземців з 13 країн, серед них 15 громадян країн Євросоюзу та 2 громадяни України.

## Сусідні муніципалітети
- Альгеро
- Іттірі
- Ольмедо
- Путіфігарі
- Сассарі
- Узіні